# Кузьмино (Ковернинський район)
Кузьмино (рос. Кузьмино) — присілок в Ковернинському районі Нижньогородської області Російської Федерації.
Населення становить 9 осіб. Входить до складу муніципального утворення Гавриловська сільрада.

## Історія
Від 2009 року входить до складу муніципального утворення Гавриловська сільрада.

## Населення
| 2002 | 2010 |
| ---- | ---- |
| 7    | ↗9   |